# 44gy busz (Budapest)
A budapesti 44-es (gyors 44-es) jelzésű autóbusz az Örs vezér tere és Rákosszentmihály, Szlovák út között közlekedett. A vonalat a Budapesti Közlekedési Zrt. üzemeltette.

## Története
1970. április 30-án megszűnt a 44-es és a 44Y járat, helyettük 144-es és 144A jelzéssel új gyorsjáratok közlekedtek az Örs vezér tere és Budapesti út, illetve Békési Imre utca között. 1977. január 1-jén a 144-es jelzése 44-esre módosult. 1987. július 1-jén újraindították az Örs vezér tere és a Centenáriumi lakótelep között.
A járat a 44A-val együtt 2007. augusztus 20-án üzemzáráskor megszűnt, helyettük 44-es jelzéssel közlekednek buszok a Centenáriumi lakótelepig.

## Útvonala
| Rákosszentmihály, Szlovák út felé: | Örs vezér tere felé: |
| --- | --- |
| Örs vezér tere vá. – Füredi utca – Nagy Lajos király útja – Kerepesi út – Veres Péter út – Baross Gábor utca – Margit utca – Arany János utca – Mátyás király utca – Csömöri út – Rákosszentmihály, Szlovák út vá. | Rákosszentmihály, Szlovák út vá. – Szlovák út – Rákosi út – Mátyás király utca – Arany János utca – Margit utca – Baross Gábor utca – Veres Péter út – Kerepesi út – Örs vezér tere vá. |

## Megállóhelyei
| 0  | Örs vezér tere végállomás                                      | 20 | (2007 nyarán pótlóbusz közlekedett helyette) Gödöllői és csömöri HÉV 31, 32, 44A, 45, 61, 61, 67, 76, 77, 85, 85, 131, 144, 144, 161E, 168, 176, Expo, Rákoskert 3, 62 80–81, 82 Helyközi buszok Távolsági járatok |
| 6  | Pilisi utca (↓) Egyenes utca (↑) (ma: Egyenes utcai lakótelep) | 16 | 44A, 45 |
| 7  | Nagyicce, HÉV-állomás                                          | 15 | Gödöllői és csömöri HÉV 44A, 45, 77 |
| 8  | Lándzsa utca (↓) Thököly út (↑)                                | 13 | 44A, 45, 76, 77 |
| 10 | Hősök fasora (↓) Batsányi János út (↑) (ma: Sashalom H)        | 12 | Gödöllői és csömöri HÉV 44A, 45, 92 |
| 11 | Fuvallat utca                                                  | 11 | 44A, 92 |
| 12 | Jókai Mór utca (ma: Jókai Mór utca (Rendőrség))                | 10 | 44A, 76, 92 |
| 13 | Pilóta utca (↓) Corvin utca (↑) (ma: Mátyásföld, repülőtér H)  | 9  | Gödöllői és csömöri HÉV 44A, 76, 92, 192 |
| 15 | Gida utca                                                      | 7  | 44A, 192 |
| 16 | Arany János utca (↓) Margit utca (↑)                           | 6  | 44A, 144, 192 |
| 17 | Sasvár utca                                                    | 5  | 44A, 144, 192 |
| 18 | Mátyás király utca (↓) Budapesti út (↑)                        | 4  | 44A, 144, 192 |
| 19 | Ida utca                                                       | 3  | 144, 192 |
| 20 | Mátyás király utca 71.                                         | ∫  | 144, 144, 192 |
| 20 | Szent Korona utca                                              | ∫  | 144, 192 |
| 21 | Rákosszentmihály, Csömöri út                                   | ∫  | 31, 144, 144, 192 |
| ∫  | Mátyás király utca                                             | 3  | 144, 144, 192 |
| ∫  | Rákosi út                                                      | 2  | |
| ∫  | Aradi utca                                                     | 1  | 31, 75 |
| ∫  | Péterke utca                                                   | 0  | 31, 75 |
| 23 | Rákosszentmihály, Szlovák út végállomás                        | 0  | 31, 75 |